# Christian Pauli
Christian Pauli (Osnabrück, 20 januari 1992) is een Oostenrijks-Duits voetballer die doorgaans speelt als linksbuiten. In juli 2023 verruilde hij FC Kitzbühel voor SK St. Johann.

## Clubcarrière
Pauli komt oorspronkelijk uit Osnabrück en doorliep dan ook de jeugdopleiding van de profclub uit die stad, namelijk VfL Osnabrück. Op 16 april 2011 maakte de linksbuiten in het duel tegen Hertha BSC in de 2. Bundesliga als vervanger van Benjamin Siegert zijn debuut voor Osnabrück. Later dat seizoen speelde hij ook mee in het play-offduel tegen Dynamo Dresden. Door het verlies in die wedstrijd degradeerde de club naar de 3. Liga. Pauli speelde het seizoen erop al wat vaker, maar in januari 2013 werd de Oostenrijker verhuurd aan SV Wilhelmshaven. Daar liep hij na vier duels echter een blessure aan zijn kruisband op, die hem een half jaar uit de roulatie hield. In de zomer van 2014 stapte Pauli transfervrij over naar Schwarz-Weiß Rehden. In een half jaar tijd kwam de vleugelspeler tot zestien wedstrijden in de competitie. In januari 2015 verkaste hij naar het Oostenrijkse FC Kitzbühel. Na achtenhalf jaar werd SK St. Johann zijn nieuwe werkgever.